# Kloster Grünau

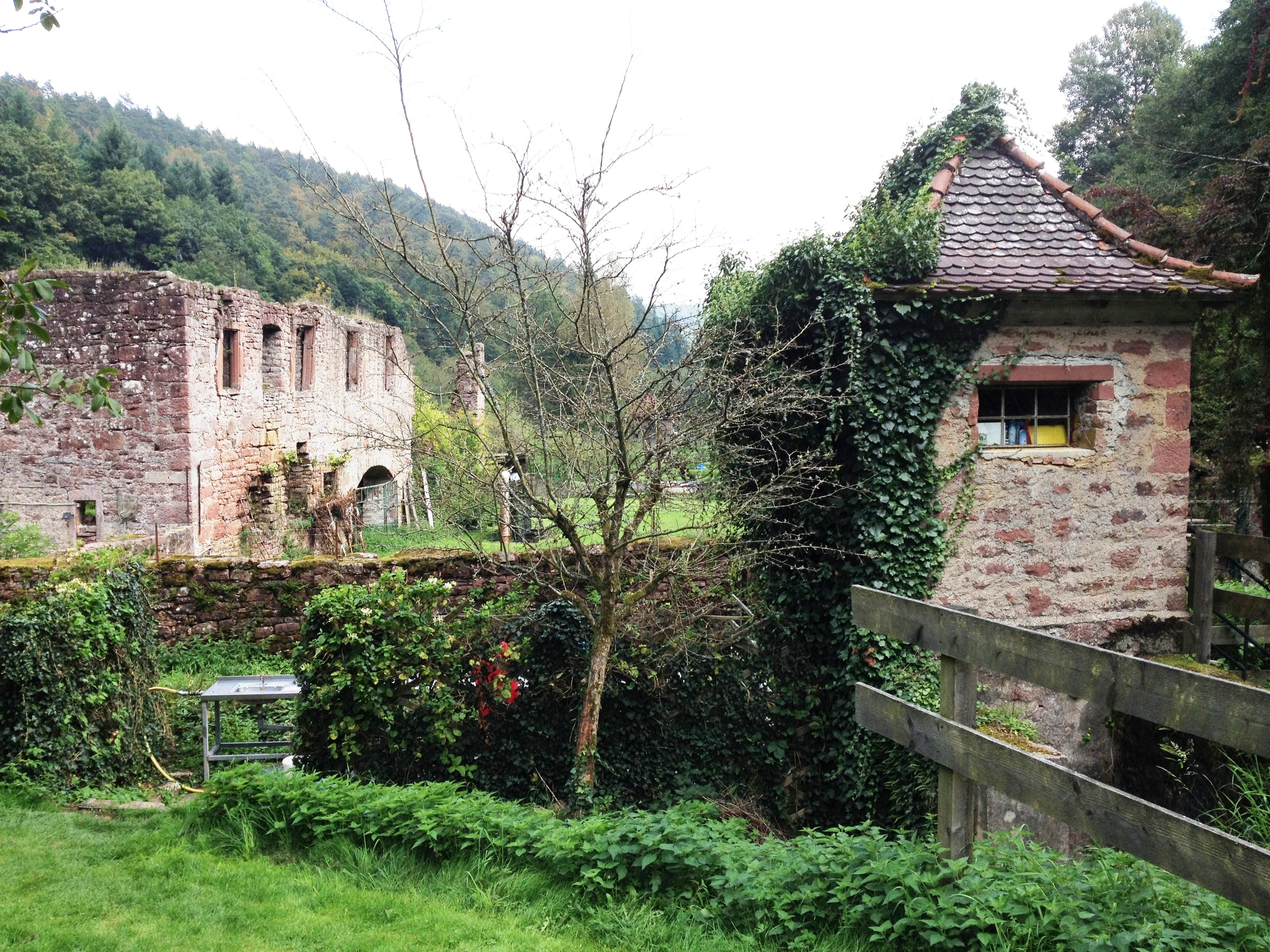
Die Ruinen der Kartause Grünau

Das Kloster Grünau (auch Kartause Grünau) ist ein ehemaliges Kloster der Kartäuser südöstlich von Schollbrunn in Bayern in der Diözese Würzburg. Es wurde von den Mönchen „Nova Cella“ (auch „Kartause Neuzell“) genannt und war die älteste Kartause in Franken.

## Geschichte
Das der Heiligen Jungfrau Maria, St. Laurentius und St. Nikolaus geweihte Kloster wurde durch Elisabeth von Hohenlohe, Tochter eines Grafen von Wertheim, gestiftet. Sie leistete wohl Sühne für einen von ihr verschuldeten Jagdunfall, bei dem ihr Ehemann Gottfried von Hohenlohe-Röttingen gestorben war. Am 15. März 1328 erhielten die Mainzer Kartäuser deshalb den Ort Schollbrunn, um dort ein neues Kloster zu gründen.
An der Stelle des späteren Kartausengeländes existierte bereits ein Kloster, das von Kanonikern aus Triefenstein bewohnt wurde und regelmäßig Ziel einer Wallfahrt war. Die Mönche wurden entlassen und verließen das Gebiet.
Das neue Kloster entwickelte sich trotz einer geringen Anzahl von Mönchen schnell weiter, da mehrere Orte der Kartause unterstellt wurden. So bekamen die Brüder Abgaben der Pfarrei Eichel und aus der Kapelle Hasloch.
In den Jahren 1457–1463 war Hammanus de Rudisheim Prior der Kartause. Er war der Verfasser von mehreren Meditationen. 1525 kam es während des  Bauernkriegs zu Plünderungen durch die Bewohner der umliegenden Orte. Die Mönche waren vor den Zerstörungen in die Kartause nach Ilmbach geflohen.
Die Reformation brachte wiederum einschneidende Veränderungen für das Kloster. 1545 schloss sich die Familie der Grafen von Wertheim den Lehren Luthers an und übernahm die Verwaltung von Grünau. Nachdem 1550 nur noch drei Mönche die Kartause bewohnt hatten, kam es im Jahr 1557 zur vollständigen Auflösung des Klosters und der Vertreibung des letzten Priors Matthias de Monte. Das Gelände wurde dem Hospital von Wertheim übertragen, die anderen Güter erhielten die Schwesterkartausen im Umland. 1615/1616 erfolgte die offizielle Vereinigung Grünaus mit der Kartause Ilmbach.
Die Situation änderte sich erst mit dem Jahr 1629, als sich wieder Kartäusermönche auf dem Gebiet ansiedelten, die mit einem kaiserlichen Schutzbrief vor der Auflösung geschützt waren. Dennoch mussten sie 1631 die Kartause abermals aufgeben, da die Schweden unter Gustav Adolf das Land eroberten. Der König übergab das Kloster der Familie Löwenstein-Wertheim.
Nach dem Rückzug der Schweden gelangten die Mönche wieder an die Hälfte ihres Besitzes. Im Jahr 1635 erfolgte die Wiedererrichtung des Klosters.
1803 wurde es mit der Säkularisation aufgelöst. Die Kartause kam in den Besitz der Grafen von Löwenstein-Wertheim-Freudenberg, die sie 1820 in ein fürstliches Hofgut umwandelten. Die Kirche wurde bis 1812 genutzt.
Heute wird die Anlage als Gasthaus genutzt. Das Bayerische Landesamt für Denkmalpflege verzeichnet das Kloster unter der Denkmalnummer D-6-77-182-10 (siehe Liste der Baudenkmäler in Schollbrunn).

## Architektur

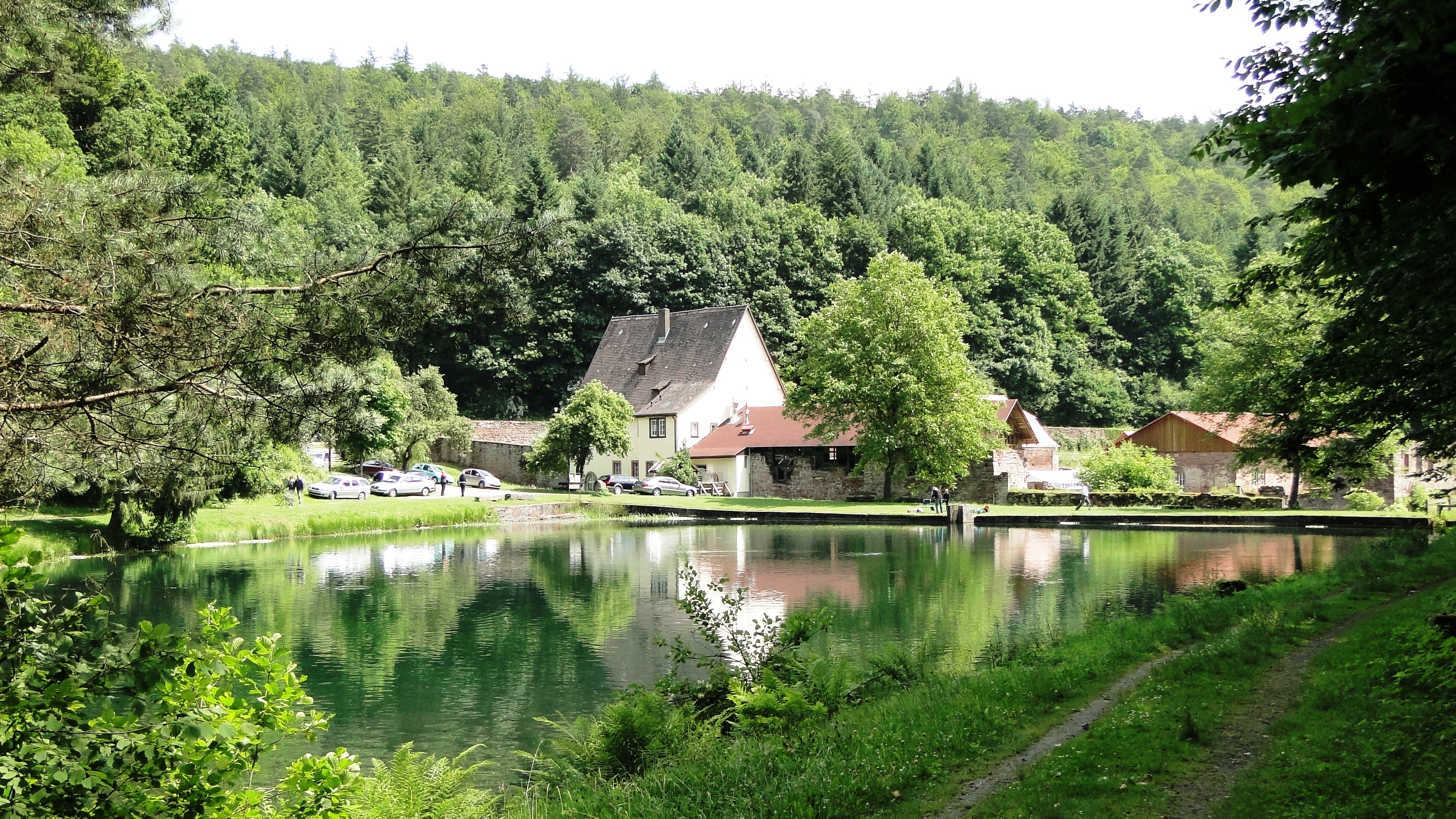
Kartause Grünau heute

Da keine Bilder des früheren Klosters existieren, ist es schwierig die Baugeschichte nachzuempfinden. Fest steht, dass im Jahr 1216 eine Kapelle geweiht wurde. Mehrere andere Gebäude wurden erst 1333 fertiggestellt und unterstrichen damit den provisorischen Charakter des ersten Klosters. Zu Beginn besaßen die Mönche lediglich einen Tragaltar, um ihre Messen zu feiern.
Im 15. Jahrhundert, hundert Jahre nach der Gründung, erfolgte eine Erweiterung der Kapelle, die 1446 geweiht wurde. Das 18. Jahrhundert brachte für das Erscheinungsbild der Kartause einige Änderungen: 1779 wurde im Westen der Anlage ein Portal errichtet, das an die Zelle des Priors anschloss. Es folgten der Untere und der Obere Konventbau. 1728 wurde anstelle des Oberen Konventbaus die Klosterkirche dorthin versetzt. Dieses Ensemble war von einer Mauer umschlossen. Ein Refektorium befand sich wohl im Keller der Kirche und im Nordosten der Anlage die Sakristei.
Der Abbruch der Gebäude begann bereits im 17. Jahrhundert. Ein Jahrhundert später erfolgte die Aufgabe der Kirche, 1878 gab es weitere Zerstörungen. In den 1720er Jahren wurden die restlichen Zellen der Mönche abgebrochen, die es im 16. Jahrhundert wohl auf eine stattliche Anzahl von 16 gebracht hatten.
Heute besteht das Gelände aus dem Prokuratiegebäude des 17. Jahrhunderts, Resten der Umfassungsmauer sowie dem Hauptgebäude und einem Gästehaus. Auch von der Innenausstattung blieb wenig erhalten. Lediglich einige Bücher befinden sich in Wertheim.